# Фјумичино
Фјумичино (итал. Fiumicino) град је у Италији у регији Лацио. Према процени из 2010. у граду је живело 70.985 становника.
Град је познат по римском Аеродрому Леонардо да Винчи у Фјумичину, који је аеродром са највише летова у Италији, и шести у Европи. 

## Становништво
Према процени, у граду је 2010. живело 70.985 становника.
| 1981.  | 1991.  | 2001.  |
| ------ | ------ | ------ |
| 37.492 | 41.342 | 50.535 |

## Партнерски градови
- Хуајан